# Clay Center, Nebraska
Clay Center är en ort i Clay County i den amerikanska delstaten Nebraska med en yta av 1,8 km² och en folkmängd som uppgår till 861 invånare (2000). Clay Center är administrativ huvudort (county seat) i Clay County.